# Els Terrassans
Els Terrassans és un edifici del municipi de Blanes (Selva) que forma part de l'Inventari del Patrimoni Arquitectònic de Catalunya.

## Descripció
Ens trobem davant d'una construcció representativa de les edificacions d'associacions dels anys vint i trenta del segle xx. Es tracta d'una construcció que consta de tres pisos: la planta baixa, ocupada pel bar; en el primer pis, destaca la tribuna vidriada, flanquejada per dues simples obertures regulars, així com pel balcó que envolta tot el perímetre de l'edifici.
Des de fa un parell o tres de dècades, aquest primer pis s'utilitzava com a Sala de Ball, però arran de les seves limitacions i condicionants constructius – no disposa ni de sortides ni d'escales d'emergència- es va clausurar com a sala de ball, arran d'un greu succés que va tenir lloc a França, en el qual van morir unes persones que es trobaven gaudint d'un moment d'esplai i diversió, quan en l'establiment que es trobaven es va calar foc i aquest no disposava de sortides d'emergència.
Pel que fa al segon pis, en aquest s'observa la disposició de tres obertures conformant un triangle, i destaca el remat de la coberta amb un motlluratge de forems corbes, amb una tipologia d'ascenció piramidal, amb els contorns molt ben definits i intercalats amb formes d'arestes i corbes. El centre, està coronat amb una obertura d'arc de mig punt, amb la sageta (alçada de l'arc) més pronunciada que la llum (amplada o obertura de l'arc).

## Història
El propietari més antic que consta de l'edifici del cafè de “Els Terrassans” data de 1785. Tot i que no es pot afirmar que en aquell moment fos un cafè, si que era el domicili particular de Marià Gil. En el 1864, el propietari de l'edifici era Andrés Bastart Serra. En aquell moment l'edifici ja constava en el registre com a cafè i també casa particular. El cognom d'aquest propietari donà nom a l'edifici, que serà conegut com a “Can Bastard”, fins que es popularitzarà el nom de “Els Terrassans”, quan ho compra la Càmara Sindical Agrícola.
Cal dir, que a la contribució industrial de 1854, Andrés Bastard ja consta com a contribuent per a realitzar l'activitat de cafè. Amb la compra de Can Bastard” en el 1929 per part de la Càmara Sindical Agrícola, el bar experimentarà un fort impuls i desenvolupament, amenitzant-lo amb diferents activitats com escacs o billar... que van fer que el bar s'arrelés molt al poble. Va ser tanta la importància de la Cooperativa per al desenvolupament del cafè, que finalment s'ha acabat coneixent a la vila amb el nom del cafè de “Els Terrassans”.
La seva clientela, a diferència de la de la Casa del Poble de Blanes o la del Casino que estava molt delimitada pels seus ideals polítics, sempre ha estat de tota classe, sense distincions. Potser aquest moti, juntament amb el seu ambient de cafè de poble han estat les raons de la seva popularitat i supervivència al llarg del temps. La història de “Els Terrassans” és en realitat la història del poble de Blanes: agrícola i menestral al S. XIX i principis del XX i turístic i comercial en l'actualitat. L'any 1995, la Cooperativa agrícla va decidir vendre la part de l'edifici que encara era de la seva propietat, és a dir la planta baixa i el soterrani. Ho van vendre al matrimoni format per Joan Bota Buixeda i Josefa Gibert Buixeda, els quals es van encarregar de la seva administració i desenvolupament. Tot i això, cal remarcar que després de la venda del local per part de la Cooperació agrícola, el funcionament del cafè no va variar, sinó que va mantenir el seu esperit tan arrelat a Blanes i cohesionat amb els vilatans. En el 1997, es va dur a terme una intervenció bastant agressiva però alhora necessària tenint en compte que es tracta d'un establiment públic adreçat a la gent. La intervenció va consistir en un canvi a nivell de mobiliari, degut a la necessitat d'habilitar el local per a persones disminuïdes. Degut a això, es van habilitar els accessos amb les rampes corresponents, i també els sanitaris i altres elements del mobiliari.